# 심연희
심연희(深淵熙, 1978년 5월 1일 ~ )대한민국의 KBS 기자, 앵커이다.

## 경력
- 2004년 ~ : KBS 30기 공채 기자
- KBS 보도본부 사회부 기자
- KBS 보도본부 국제부 기자
- KBS 보도본부 경제부 기자
- KBS 보도본부 문화부 기자
- KBS 보도본부 뉴스제작 1부 기자
- KBS 보도본부 통합뉴스룸[취재2] 문화복지부장
- KBS 시청자센터 시청자서비스부장

## 진행

### TV
| 연도              | 방송사 | 제목        | 담당     | 비고 |
| ----------------- | ------ | ----------- | -------- | ---- |
| 2016 ~ 2018       | KBS1   | KBS 뉴스 12 | 진행     |      |
| 2017.11.15~ 11.29 | KBS1   | KBS 뉴스9   | 임시진행 |      |